# Francesco Gallisai
Francesco Gallisai (Nuoro, 1822 – ...) è stato un avvocato e politico italiano, deputato della V legislatura del Regno di Sardegna.
Fu inoltre sindaco di Nuoro dal 1864 al 1867. Nel 1865 sposò Mariantonia Corbu, dando inizio al ramo Gallisai-Corbu con i figli Giuseppe (nato nel 1866), Anna (1868), Priamo (1871), Elena (1873), Antonio (1876) e Pietro (1878).